# Osborn Bladini
Osborn Bladini, född 25 oktober 1955 i Göteborg, är en svensk dramatiker, filmare och författare. Han är främst känd som radiodramatiker där hans verk också nått en internationell publik i Norden och Tyskland. Han var avtalschef i Sveriges Dramatikerförbund 2004–2007.

### Barn- och ungdomsböcker
- Två dagar med Hamid, SIDA:s förlag 1982
- Sälfia, Opal 1994
- Handbok för Handlösa, Bonnier Carlsen 1994
- Fröken Felicias hemlighet, Bonnier Carlsen 2003

### Originalmanus till radiopjäser i Radioteatern
- Pojken och vargen, 1986 (lovteater)
- Rör inte min pappa, 1987 (lovteater i fem delar)
- Ludvig Bengtsson och de stora katastroferna 1989 (lovteater i fem delar)
- Handbok för Handlösa 1992 (lovteater i fem delar)
- Apans moster 1994
- Dårkistan 2000
- Fröken Felicias hemlighet 2000 (lovteater i tio delar)
- Apan eller döden, 2004 (lovteater i nio delar)
- En sannhistoria, 2007(lovteater i fem delar)
- En pojke med ett träd på huvudet (Skriven direkt för tysk radioteater – Der Junge mit dem Baum auf dem Kopf: premiär i SWR 15 juni 2008)
- Praktikplats Sverige 2012

### Originalmanus scenteaterdramatik
- Mannen utan vingar, urpremiär på Teater Viirus i Helsingfors 1989 manus med Hanno Eskola.
- Handbok för Handlösa, urpremiär på Backa Teater i Göteborg 1992

### Originalmanus tv - och filmdramatik
- Handbok för handlösa 1994 (SVT-serie i tre delar)
- Malbik 1995 , Novellfilm för TV, manus med Arn-Henrik Blomkvist

### Dokumentärer i SVT
- Sepps Himmelska Cirkus 1999
- Min balsamerade mor 2002
- Dom kallar oss sopråttor 2007